# Dabrony
Dabrony là một thị trấn thuộc hạt Veszprém, Hungary. Thị trấn này có diện tích 17 km², dân số năm 2010 là 384 người, mật độ 23 người/km².